# La nueva canción chilena (álbum de 1972)
La Nueva Canción Chilena es un álbum recopilatorio de varios intérpretes de la Nueva Canción Chilena, lanzado originalmente en 1972 por el sello DICAP, y conformado por temas interpretados por Violeta Parra, Víctor Jara, Quilapayún, Isabel y Ángel Parra (hijos de Violeta), Tiemponuevo e Inti-Illimani.

## Lista de canciones
| Lado A |                              |                                |               |          |  |
| N.º    | Título                       | Música                         | Intérprete    | Duración |  |
| 1.     | «La carta»                   | Violeta Parra                  | Violeta Parra |          |  |
| 2.     | «Plegaria a un labrador»     | Víctor Jara, Patricio Castillo | Víctor Jara   |          |  |
| 3.     | «Qué dirá el Santo Padre»    | Violeta Parra                  | Quilapayún    |          |  |
| 4.     | «Al centro de la injusticia» | Violeta Parra, Isabel Parra    | Isabel Parra  |          |  |
| 5.     | «La democracia»              | Ángel Parra                    | Ángel Parra   |          |  |
| 6.     | «No nos moverán»             | popular, Tiemponuevo           | Tiemponuevo   |          |  |

| Lado B |                             |                             |               |          |  |
| N.º    | Título                      | Música                      | Intérprete    | Duración |  |
| 7.     | «Gracias a la vida»         | Violeta Parra               | Isabel Parra  |          |  |
| 8.     | «Te recuerdo Amanda»        | Víctor Jara                 | Víctor Jara   |          |  |
| 9.     | «Canción del Poder Popular» | Julio Rojas, Luis Advis     | Inti-Illimani |          |  |
| 10.    | «La muralla»                | Nicolás Guillén, Quilapayún | Quilapayún    |          |  |
| 11.    | «Rin del angelito»          | Violeta Parra               | Inti-Illimani |          |  |
| 12.    | «Los pueblos americanos»    | Violeta Parra               | Quilapayún    |          |  |